# Liste von Bergen in Bayern

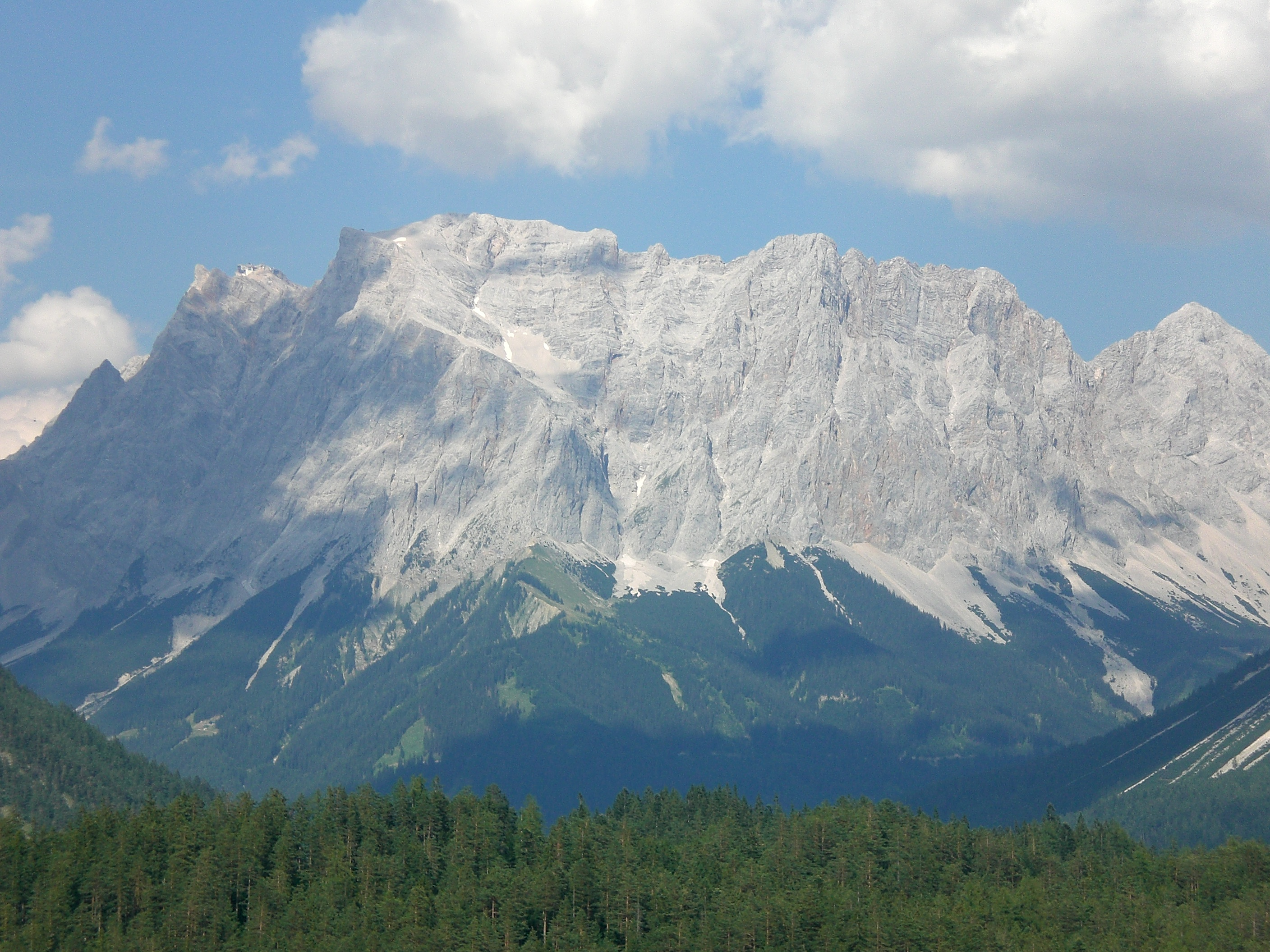
Zugspitzmassiv mit Zugspitze (links) in Oberbayern; höchster Berg Deutschlands (von Südwesten / Fernpass)

Die Liste von Bergen in Bayern zeigt eine Auswahl von Bergen im deutschen Bundesland Bayern mit Höhe in Meter (m):

## Höchste Berge bayerischer Regierungsbezirke
In der folgenden Tabelle ist der jeweils höchste Berg der sieben bayerischen Regierungsbezirke aufgeführt.
Durch Klick auf das in der Spalte Bergliste stehende Wort Liste gelangt man zu einer solchen mit weiteren Bergen der jeweiligen Landschaft (teils auch außerhalb Bayerns). Die in der Ausgangsansicht nach Höhe sortierte Tabelle ist durch Klick auf die Symbole bei den Spaltenüberschriften sortierbar.
| Höchster Berg    | Höhe   | Landschaft         | Berg- liste | Region        |
| ---------------- | ------ | ------------------ | ----------- | ------------- |
| Zugspitze        | 2962,0 | Wettersteingebirge | Liste       | Oberbayern    |
| Hochfrottspitze  | 2649,0 | Allgäuer Alpen     | Liste       | Schwaben      |
| Großer Arber     | 1455,5 | Bayerischer Wald   | Liste       | Niederbayern  |
| Kleiner Arber    | 1383,6 | Bayerischer Wald   | Liste       | Oberpfalz     |
| Schneeberg       | 1051,0 | Fichtelgebirge     | Liste       | Oberfranken   |
| Dammersfeldkuppe | 0927,9 | Rhön               | Liste       | Unterfranken  |
| Hesselberg       | 0689,4 | Fränkische Alb     | Liste       | Mittelfranken |

## Höchste Berge und Erhebungen bayerischer Landschaften

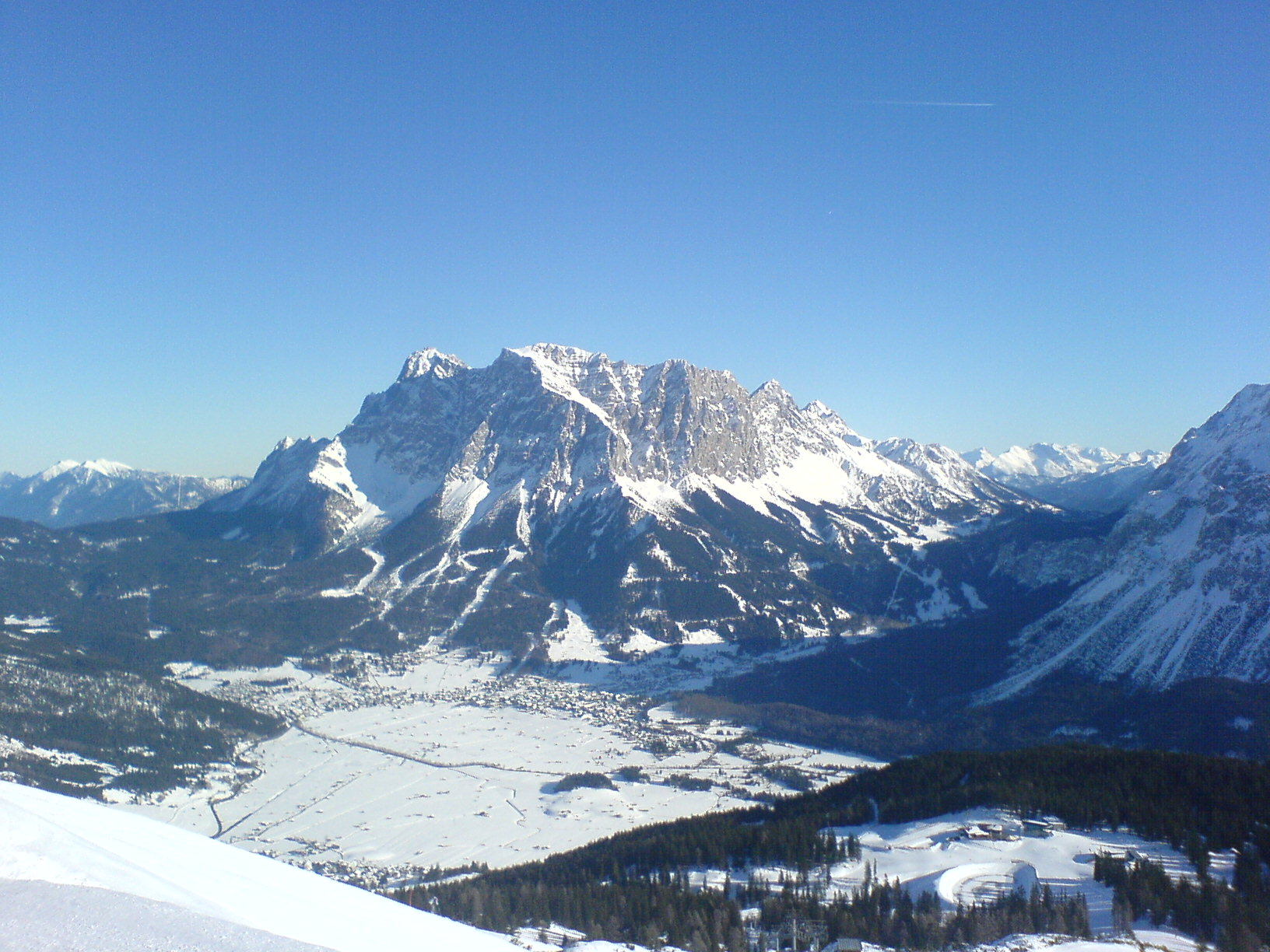
Zugspitze
(Wettersteingebirge)

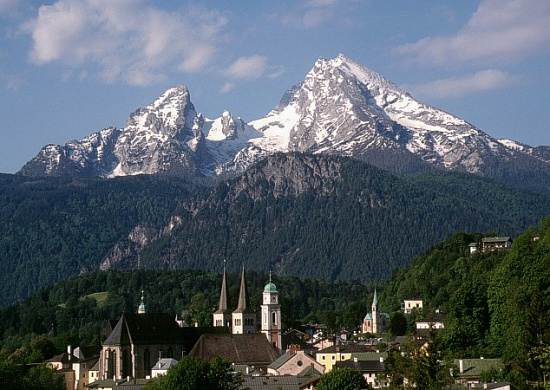
Watzmann
(Berchtesgadener Alpen)

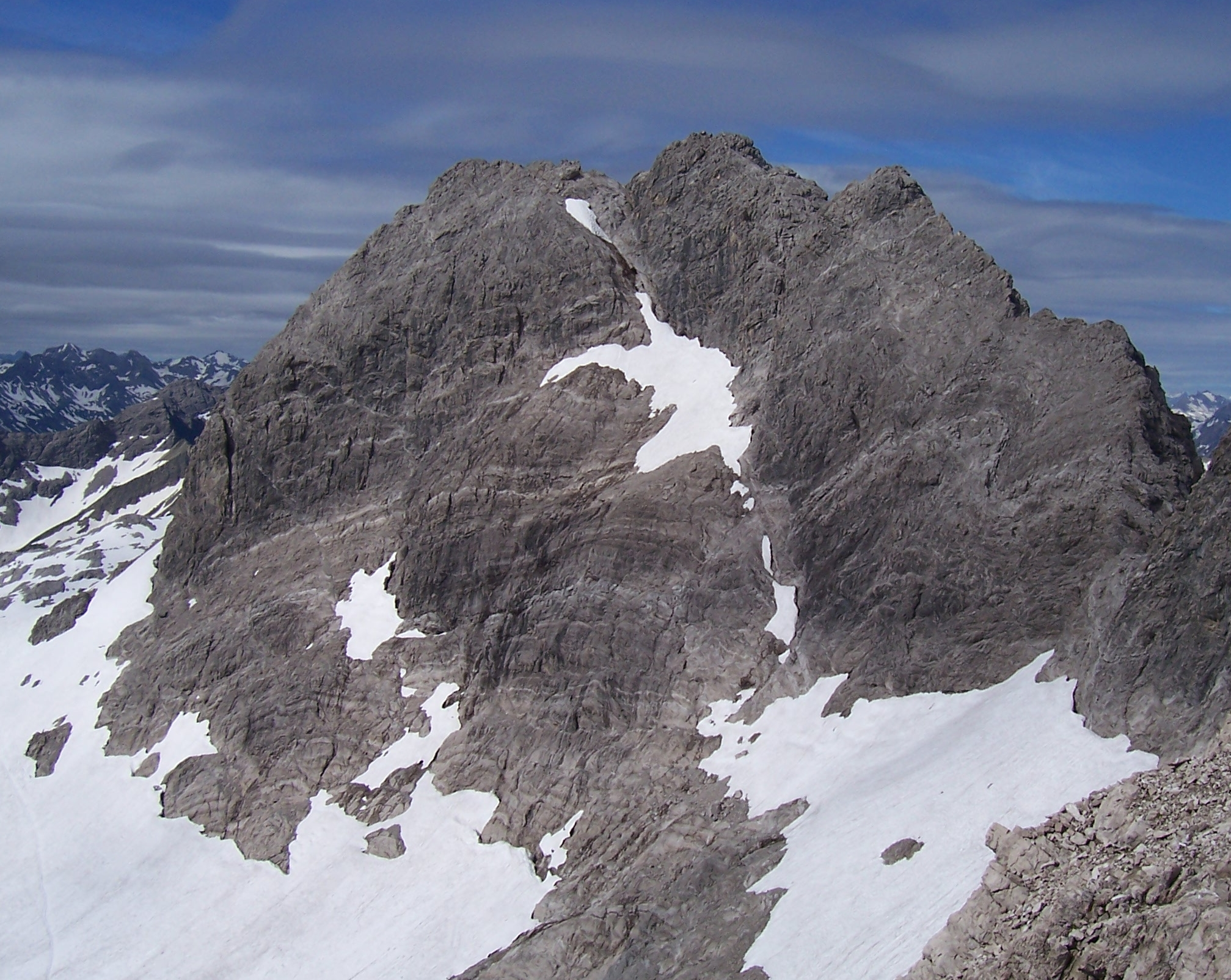
Hochfrottspitze
(Allgäuer Alpen)

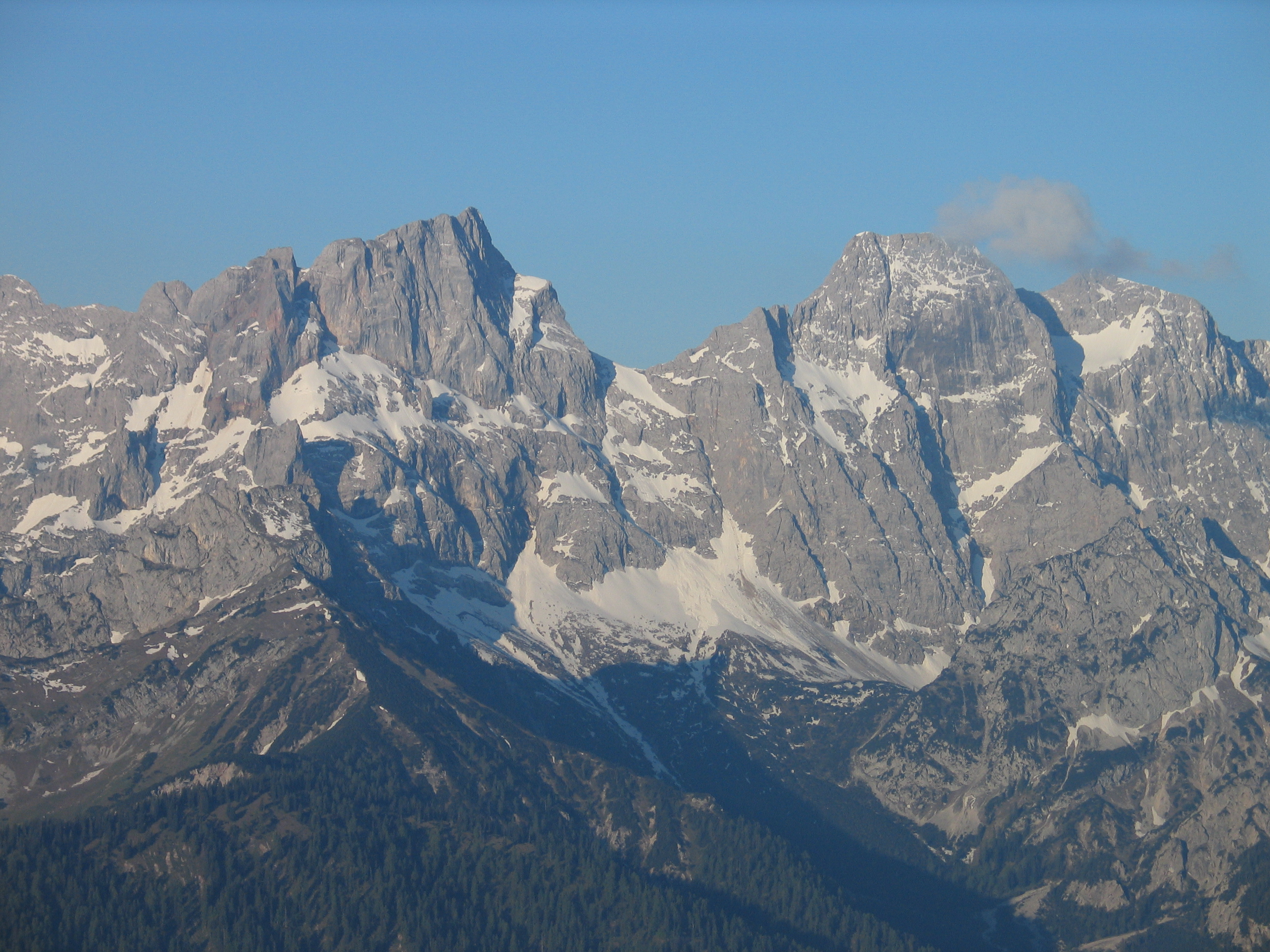
Östliche Karwendelspitze
(links; Karwendelgebirge)

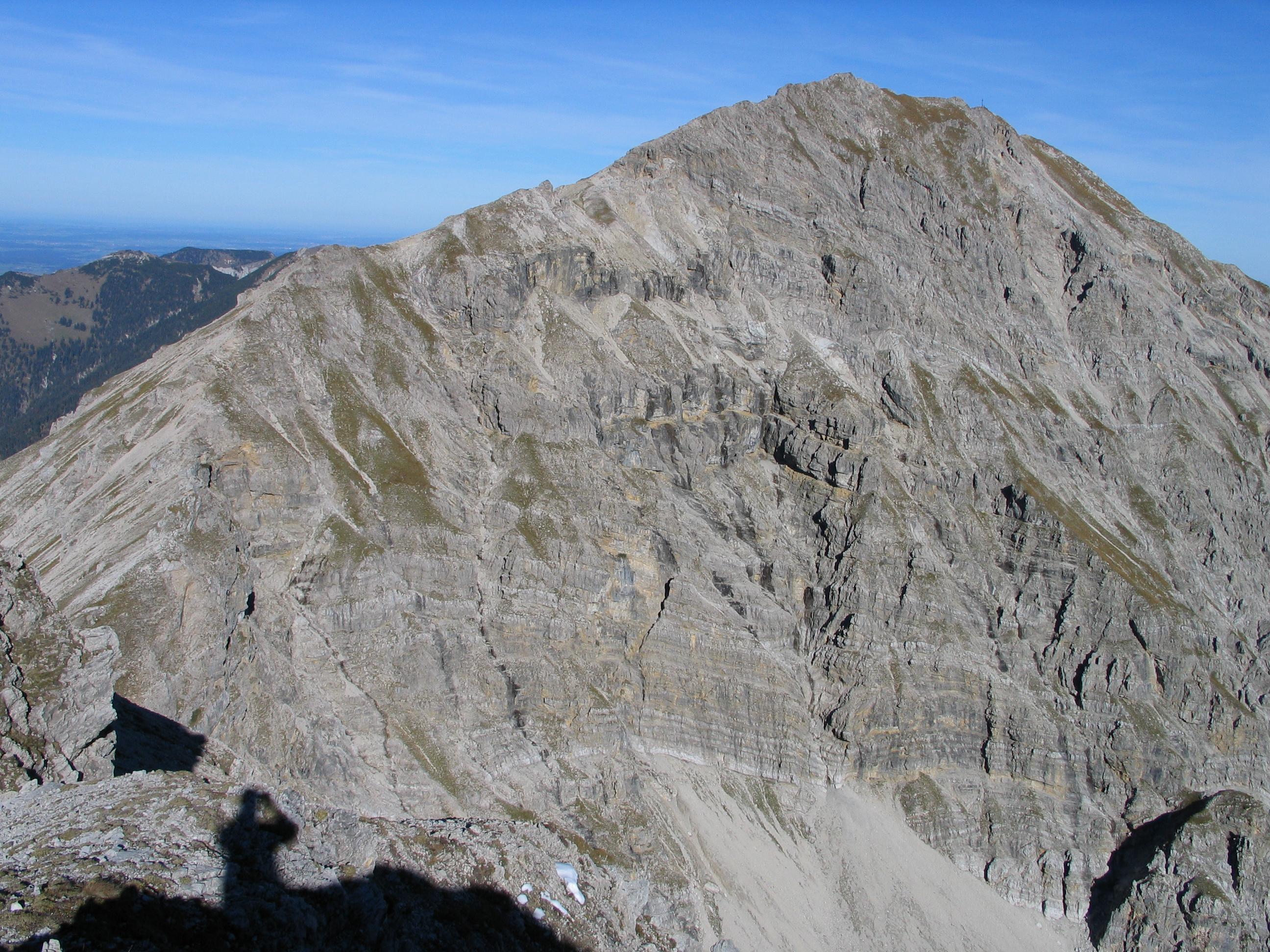
Kreuzspitze
(Ammergauer Alpen)

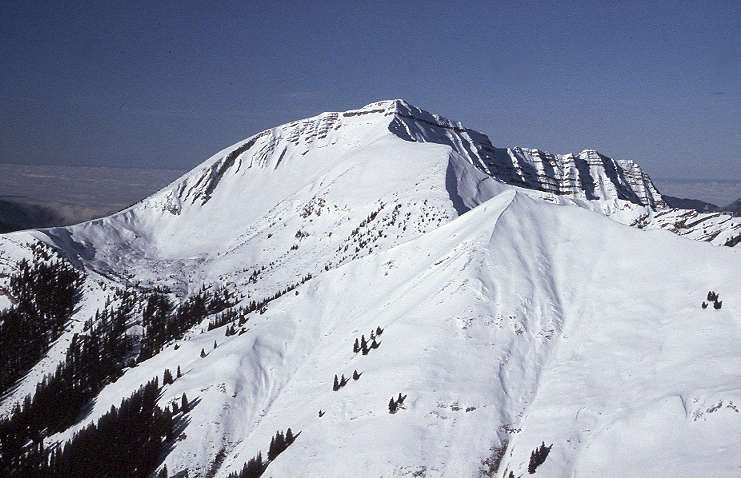
Schafreuter
(Vorkarwendel)

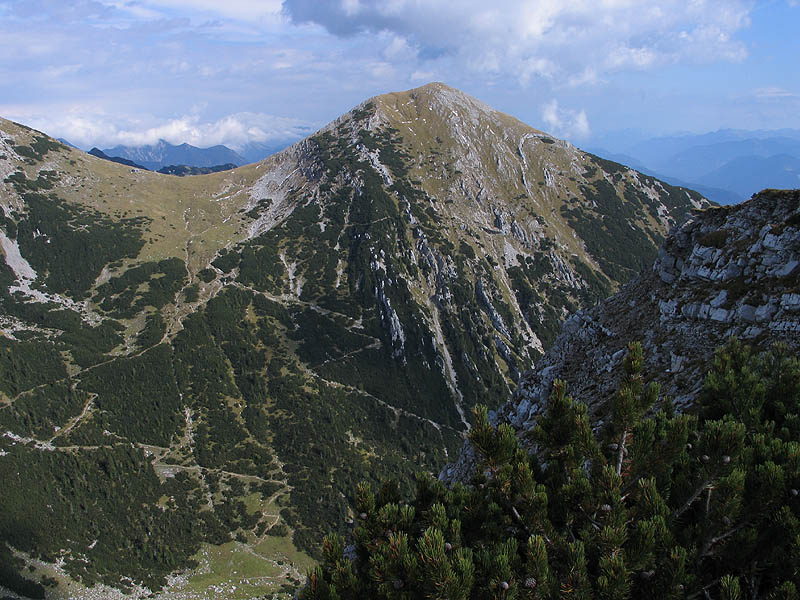
Krottenkopf
(Estergebirge)

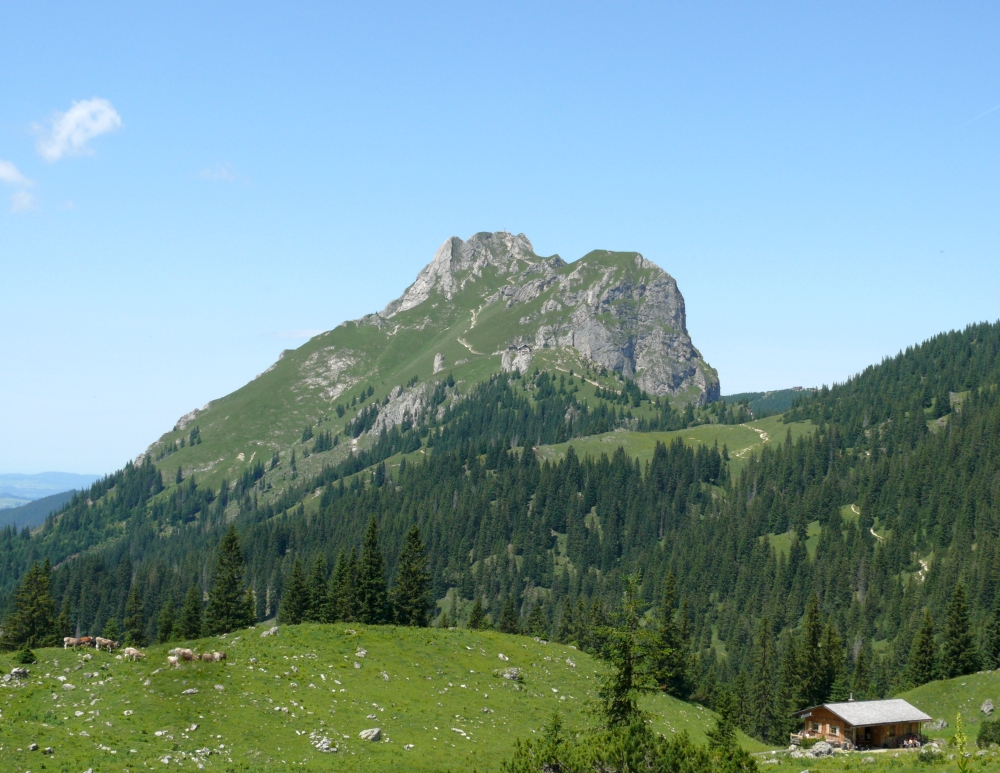
Aggenstein
(Tannheimer Berge)

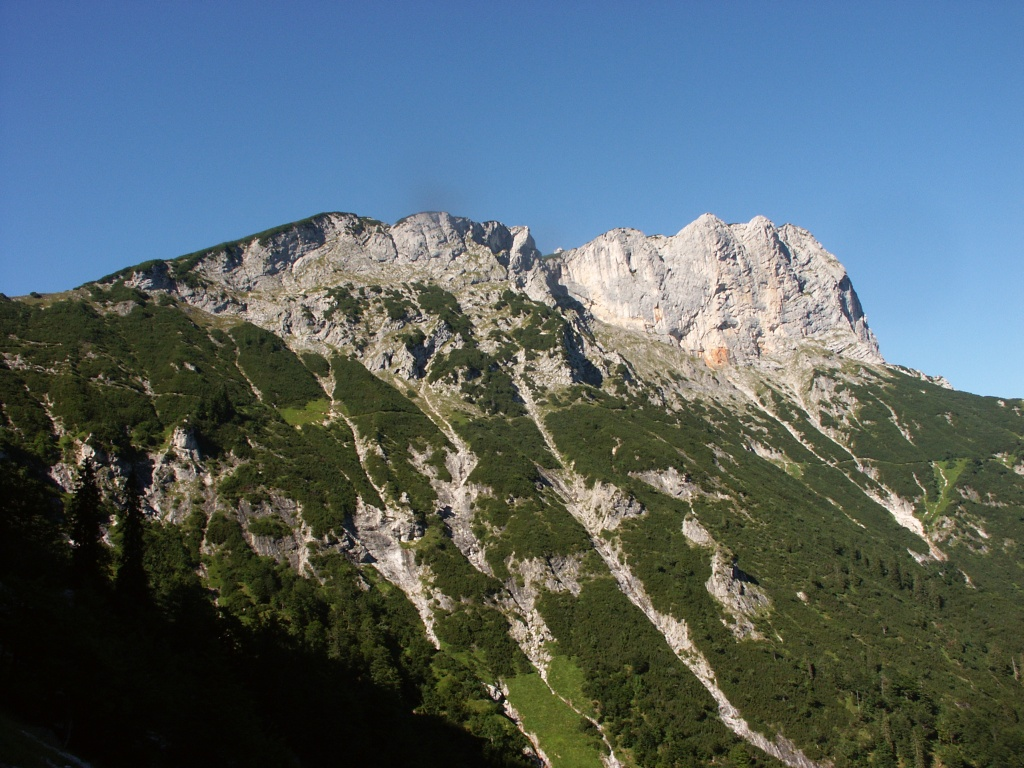
Berchtesgadener Hochthron
(Untersberg)

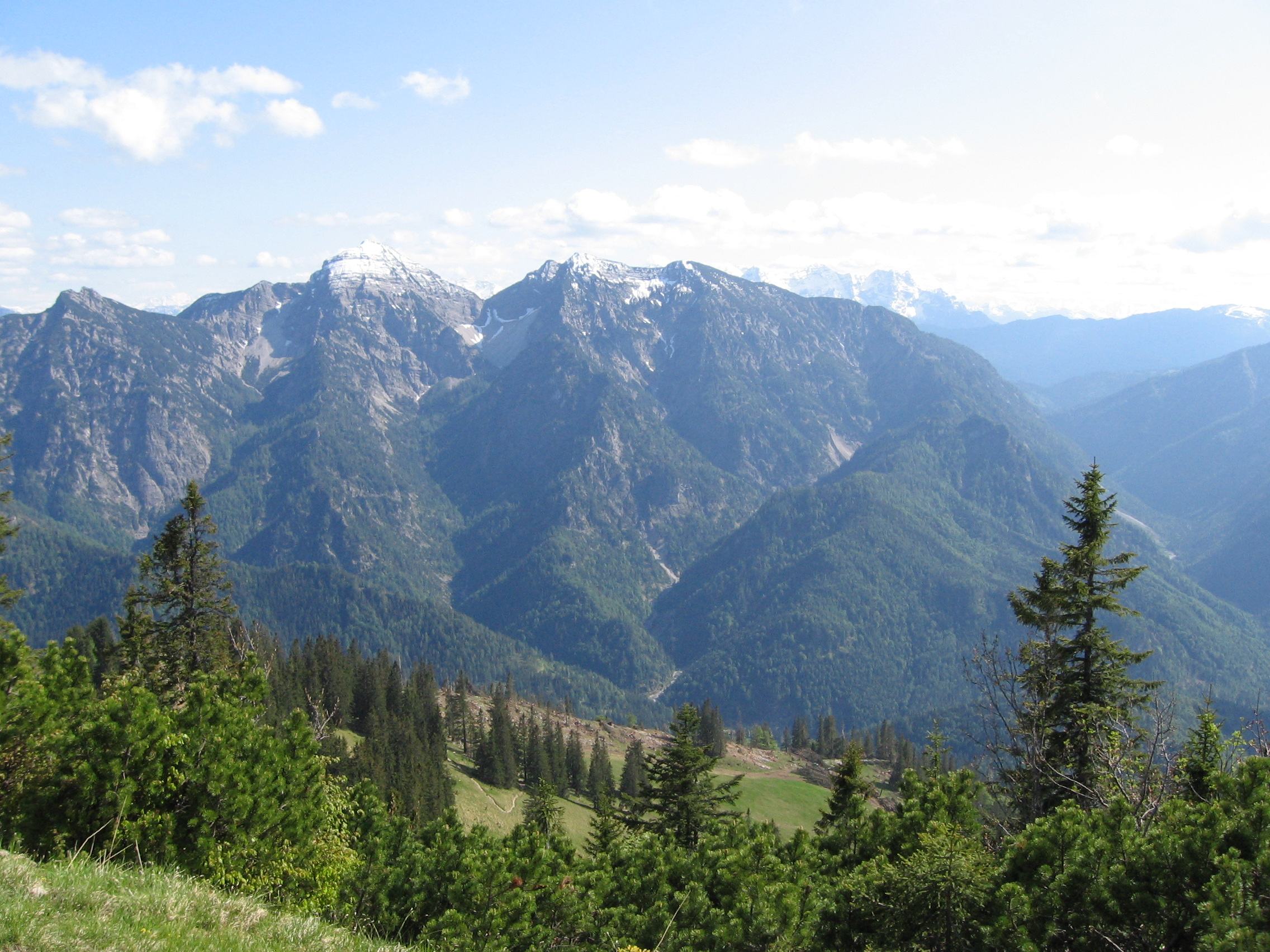
Sonntagshorn
(Chiemgauer Alpen)

In folgender Tabelle ist der/die jeweils höchste Berg oder Erhebung von bayerischen Landschaften aufgeführt.
In der Spalte Gebirge/Landschaft sind großflächige bzw. hohe Mittelgebirge fett, kleinflächige aber normal hohe und Landschaften, die keinen lokalen Höhenschwerpunkt haben oder Talsenken darstellen, deren (inselartige) Erhebungen aber Dominanz aufweisen, kursiv geschrieben. Durch Klick auf das in der Spalte Bergliste stehende Wort Liste gelangt man zu einer solchen (teils auch in Fließtextform) mit weiteren Bergen der jeweiligen Landschaft oder deren Region (teils auch außerhalb Bayerns).
Mehrfachlistungen desselben Bergs sind möglich, weil zum Beispiel die Zugspitze zugleich der höchste (bayerische) Berg der Alpen, Bayerischen Alpen, Nördlichen Kalkalpen und des Wettersteingebirges ist.
Die in der Ausgangsansicht nach Höhe sortierte Tabelle ist durch Klick auf die Symbole bei den Spaltenüberschriften sortierbar.
| Berg/Erhebung             | Höhe   | Gebirge/Landschaft                                             | Berg- liste | Landkreis/Kreisfreie Stadt (D) oder Bezirk (A) (ggf. Bundesländer) |
| ------------------------- | ------ | -------------------------------------------------------------- | ----------- | ------------------------------------------------------------------ |
| Zugspitze                 | 2962,0 | Alpen                                                          | Liste       | Garmisch-Partenkirchen (BY) Reutte (Tirol)                         |
| Zugspitze                 | 2962,0 | Bayerische Alpen Teil der Alpen                                | Liste       | Garmisch-Partenkirchen (BY) Reutte (Tirol)                         |
| Zugspitze                 | 2962,0 | Nördliche Kalkalpen Teil der Alpen                             | Liste       | Garmisch-Partenkirchen (BY) Reutte (Tirol)                         |
| Zugspitze                 | 2962,0 | Wettersteingebirge Teil der Alpen                              | Liste       | Garmisch-Partenkirchen (BY) Reutte (Tirol)                         |
| Watzmann (Mittelspitze)   | 2713,0 | Berchtesgadener Alpen Teil der Alpen                           | Liste       | Berchtesgadener Land                                               |
| Hochfrottspitze           | 2649,0 | Allgäuer Alpen Teil der Alpen                                  | Liste       | Oberallgäu (BY) Reutte (Tirol)                                     |
| Östliche Karwendelspitze  | 2538,0 | Karwendelgebirge Teil der Alpen                                | Liste       | Garmisch-Partenkirchen (BY) Innsbruck-Land, Schwaz (Tirol)         |
| Kreuzspitze               | 2185,0 | Ammergauer Alpen Teil der Alpen                                | Liste       | Garmisch-Partenkirchen                                             |
| Schafreuter (Schafreiter) | 2101,4 | Vorkarwendel Teil der Alpen                                    | – Liste     | Bad Tölz-Wolfratshausen (BY) Schwaz (Tirol)                        |
| Krottenkopf               | 2086,0 | Bayerische Voralpen Teil der Alpen                             | Liste       | Garmisch-Partenkirchen                                             |
| Krottenkopf               | 2086,0 | Estergebirge Teil der Alpen                                    | Liste       | Garmisch-Partenkirchen                                             |
| Aggenstein                | 1987,0 | Tannheimer Berge Teil der Alpen                                | Liste       | Ostallgäu (BY) Reutte (Tirol)                                      |
| Berchtesgadener Hochthron | 1973,0 | Untersberg Teil der Alpen                                      | Liste       | Berchtesgadener Land                                               |
| Sonntagshorn              | 1961,0 | Chiemgauer Alpen Teil der Alpen                                | Liste       | Traunstein (BY) Berchtesgadener Land (BY) Zell am See (Salzburg)   |
| Rotwand                   | 1884,0 | Mangfallgebirge Teil der Alpen                                 | Liste       | Miesbach                                                           |
| Zwiesel                   | 1781,6 | Staufen Teil der Alpen                                         | Liste       | Berchtesgadener Land                                               |
| Karkopf                   | 1738,0 | Lattengebirge Teil der Alpen                                   | Liste       | Berchtesgadener Land                                               |
| Vogelsang                 | 1563,0 | Mangfallgebirge/Sudelfeld Teil der Alpen                       | Liste       | Miesbach                                                           |
| Großer Arber              | 1455,5 | Bayerischer Wald                                               | Liste       | Regen                                                              |
| Einödriegel               | 1120,6 | Vorderer Bayerischer Wald Teil des Bayerischen Waldes          | Liste       | Deggendorf                                                         |
| Raggenhorn                | 1056,2 | Adelegg Teil der Alpen                                         | Liste       | Oberallgäu (BY) Ravensburg (BW)                                    |
| Schneeberg                | 1051,0 | Fichtelgebirge                                                 | Liste       | Wunsiedel                                                          |
| Platte                    | 946,0  | Steinwald                                                      | Liste       | Tirschenreuth                                                      |
| Kreuzfelsen               | 938,0  | Oberpfälzer Wald                                               | Liste       | Cham                                                               |
| Dammersfeldkuppe          | 0927,9 | Rhön                                                           | Liste       | Bad Kissingen (BY) Fulda (HE)                                      |
| Högl                      | 827,0  | Rupertiwinkel (Rupertigau)                                     | Liste       | Berchtesgadener Land                                               |
| Döbraberg                 | 794,6  | Frankenwald                                                    | Liste       | Hof                                                                |
| Hesselberg                | 689,4  | Fränkische Alb                                                 | Liste       | Ansbach                                                            |
| Dürrenberg                | 656,4  | Hahnenkamm Teil der Fränkischen Alb                            | Liste       | Weißenburg-Gunzenhausen                                            |
| Hohenstein                | 624,0  | Hersbrucker Alb (Hersbrucker Schweiz) Teil der Fränkischen Alb | Liste       | Nürnberger Land                                                    |
| Blankenstein              | 644,0  | Riesalb Teil der Schwäbischen Alb                              | – Liste     | Donau-Ries                                                         |
| Limpelberg                | 641,0  | Oberpfalz                                                      |             | Neumarkt in der Oberpfalz                                          |
| Hohe Reuth (Hohe Reut)    | 635,0  | Fränkische Schweiz                                             | Liste       | Bayreuth                                                           |
| Geiersberg (Breitsol)     | 586,0  | Spessart                                                       | Liste       | Aschaffenburg                                                      |
| Hornberg                  | 554,0  | Frankenhöhe                                                    | Liste       | Ansbach                                                            |
| Der Kolli                 | 547,5  | Odenwald                                                       | Liste       | Miltenberg (BY) Neckar-Odenwald (BW)                               |
| Hohe Schule               | 538,0  | Grabfeld                                                       | Liste       | Rhön-Grabfeld                                                      |
| Buchberg                  | 528,0  | Lange Berge                                                    | Liste       | Coburg                                                             |
| Nassacher Höhe            | 512,0  | Haßberge                                                       | Liste       | Haßberge                                                           |
| Scheinberg                | 498,5  | Steigerwald                                                    | Liste       | Neustadt/Aisch-Bad Windsheim                                       |
| Leitenberg                | 469,0  | Abenberger Wald                                                | –           | Roth                                                               |

## Berge in Bayern
Die folgende Auflistung enthält eine Auswahl von bayerischen Bergen und Erhebungen in den sieben alphabetisch sortierten bayerischen Regierungsbezirken jeweils absteigend nach der Höhe.
Genannt werden Name, Höhe und Lage (Ort, Landkreis, Gebirge/Landschaft) des Berges.

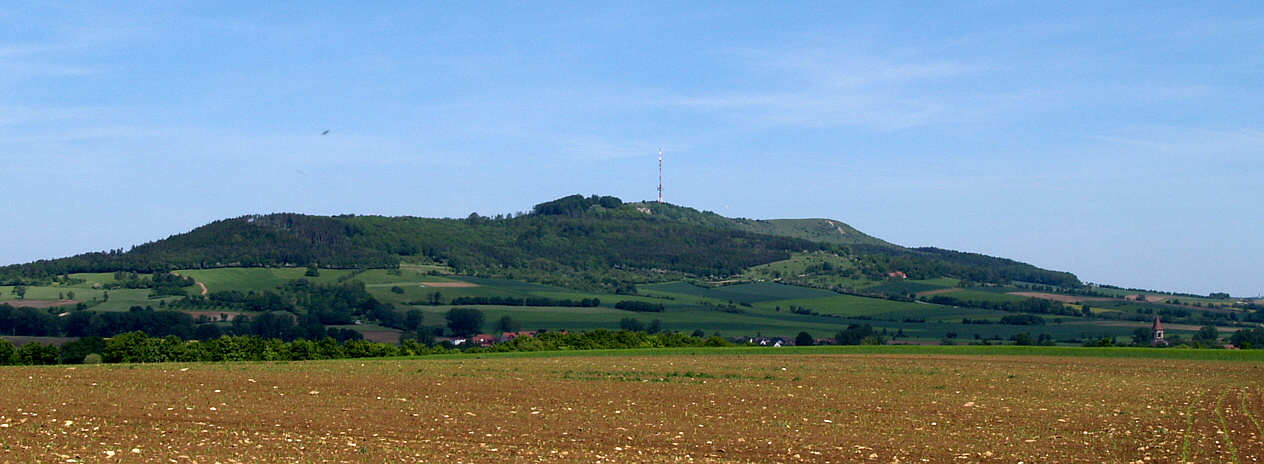
Hesselberg; höchster Berg Mittelfrankens (von Westen)

### Mittelfranken
- Hesselberg (689,4 m), Landkreis Ansbach, Wörnitztal, Fränkische Alb
- Dürrenberg (656,4 m), Landkreis Weißenburg-Gunzenhausen, Hahnenkamm, Fränkische Alb
- Efferaberg (645,2 m), Landkreis Weißenburg-Gunzenhausen, Hahnenkamm, Fränkische Alb
- Laubbichel (635,7 m), Landkreis Weißenburg-Gunzenhausen, Naturpark Altmühltal, Fränkische Alb
- Hohenstein (624 m), Landkreis Nürnberger Land, Hersbrucker Alb (Hersbrucker Schweiz), Fränkische Alb
- Leitenberg (616 m), Landkreis Nürnberger Land, Hersbrucker Alb (Hersbrucker Schweiz), Fränkische Alb
- Dom (613 m), Landkreis Nürnberger Land, Hersbrucker Alb (Hersbrucker Schweiz), Fränkische Alb
- Arzberg (612 m), Landkreis Nürnberger Land, Hersbrucker Alb (Hersbrucker Schweiz), Fränkische Alb
- Schloßberg (606,7 m), bei Schloßberg (Heideck), Landkreis Roth
- Moritzberg (603,5 m), Landkreis Nürnberger Land, Fränkische Alb
- Großer Hansgörgel (601 m), Landkreis Nürnberger Land, Hersbrucker Alb (Hersbrucker Schweiz), Fränkische Alb
- Euerwanger Bühl (595,3 m), bei Euerwang (Greding), Landkreis Roth
- Hornberg (554 m), Landkreis Ansbach, Frankenhöhe
- Keilberg (547,2 m), Landkreis Nürnberger Land, Fränkische Alb
- Birkenberg (547 m), Landkreis Ansbach, Frankenhöhe
- Eichelberg (530 m), Landkreis Ansbach, Frankenhöhe
- Laubersberg (517 m), Landkreis Ansbach, Frankenhöhe
- Scheinberg (498,5 m), Landkreis Neustadt an der Aisch-Bad Windsheim, Steigerwald
- Hoher Landsberg (498 m), Landkreis Neustadt an der Aisch-Bad Windsheim, Steigerwald
- Iffigheimer Berg (482 m), Landkreis Neustadt an der Aisch-Bad Windsheim, Steigerwald
- Leitenberg (469 m), Georgensgmünd, Landkreis Roth, Abenberger Wald
- Herrschaftsberg (463 m), Neustadt an der Aisch-Bad Windsheim, Steigerwald
- Dillenberg (427 m), Landkreis Fürth, Rangau
- Schmausenbuck (390 m), Nürnberg, Fränkische Alb

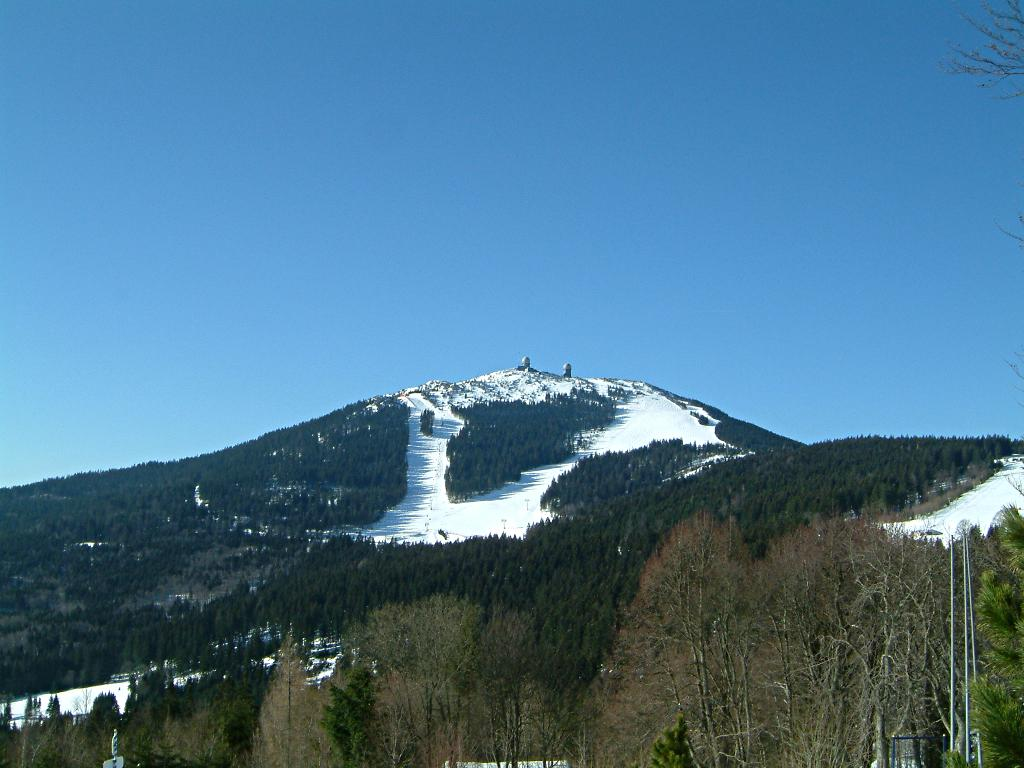
Großer Arber; höchster Berg Niederbayerns (von Norden)

### Niederbayern
- Großer Arber (1455,5 m), Landkreis Regen, Bayerischer Wald
- Großer Rachel (1453 m), Landkreis Freyung-Grafenau, Bayerischer Wald
- Kleiner Rachel (1399 m), Landkreis Freyung-Grafenau, Bayerischer Wald
- Plattenhausenriegel (1376 m), Landkreis Freyung-Grafenau, Bayerischer Wald
- Lusen (1373 m), Landkreis Freyung-Grafenau, Bayerischer Wald
- Bayerischer Plöckenstein (1363 m), Landkreis Freyung-Grafenau, Dreiländereck Deutschland-Österreich-Tschechien, Bayerischer Wald
- Lackenberg (1337 m), Landkreis Regen, Bayerischer Wald an der Grenze zu Tschechien
- Dreisesselberg (1333 m), Landkreis Freyung-Grafenau, Bayerischer Wald
- Großer Falkenstein (1312 m), Landkreis Regen, Bayerischer Wald
- Steinfleckberg (1283 m), Landkreis Freyung-Grafenau, Bayerischer Wald
- Rukowitzberg (1269 m), Landkreis Regen, Bayerischer Wald
- Kiesruck (1265 m), Landkreis Regen, Bayerischer Wald
- Siebensteinkopf (1263 m), Landkreis Freyung-Grafenau, Bayerischer Wald
- Hahnenbogen (1257 m), Landkreis Regen, Bayerischer Wald
- Hohlstein (1196 m), Landkreis Freyung-Grafenau, Bayerischer Wald
- Kleiner Falkenstein (1190 m), Landkreis Regen, Bayerischer Wald
- Hochzellberg (1182 m), Landkreis Regen, Bayerischer Wald
- Haidel (1165,6 m), Landkreis Freyung-Grafenau, Bayerischer Wald
- Ödriegel (1156 m), Landkreis Regen, Bayerischer Wald
- Waldhäuserriegel (1151 m), Landkreis Freyung-Grafenau, Bayerischer Wald
- Sulzberg (1146 m), Landkreis Freyung-Grafenau, Bayerischer Wald
- Almberg (1142 m), Landkreis Freyung-Grafenau, Bayerischer Wald
- Großer Riedelstein (1132 m), Landkreise Regen und Cham, Bayerischer Wald
- Steinkopf (1131 m), Landkreis Freyung-Grafenau, Bayerischer Wald
- Reischfleck (1126 m), Landkreis Regen, Bayerischer Wald
- Einödriegel (1120,6 m), Landkreis Deggendorf, Bayerischer Wald
- Breitenauriegel (1116 m), Landkreis Deggendorf, Bayerischer Wald
- Alzenberg (1100 m), Landkreis Freyung-Grafenau, Bayerischer Wald
- Geißkopf (1097,4 m), Landkreis Regen, Bayerischer Wald
- Hirschenstein (1092 m), Landkreise Regen und Straubing-Bogen, Bayerischer Wald
- Dreitannenriegel (1090,2 m), Landkreis Deggendorf, Bayerischer Wald
- Mühlriegel (1080 m), Landkreis Regen, Bayerischer Wald
- Schwarzkopf (1060 m), Landkreis Freyung-Grafenau, Bayerischer Wald
- Knogl (1056 m), Landkreis Straubing-Bogen, Bayerischer Wald
- Kälberbuckel (1054 m), Landkreis Straubing-Bogen, Bayerischer Wald
- Steinkopf (1052), Landkreis Freyung-Grafenau, Bayerischer Wald
- Rauher Kulm (1050 m), Landkreis Deggendorf, Bayerischer Wald
- Klausenstein (1048 m), Landkreis Deggendorf, Bayerischer Wald
- Pröller (1048 m), Landkreis Straubing-Bogen, Bayerischer Wald
- Geißriegel (1043 m), Landkreis Deggendorf, Bayerischer Wald
- Rollmannsberg (1042 m), Landkreis Freyung-Grafenau, Bayerischer Wald
- Hirschberg (1039 m), Landkreis Regen, Bayerischer Wald
- Lichtenberg (1028 m), Landkreis Freyung-Grafenau, Bayerischer Wald
- Hochberg (Sankt Englmar) (1025 m), Landkreis Straubing-Bogen, Bayerischer Wald
- Predigtstuhl (1024 m), Landkreis Straubing-Bogen, Bayerischer Wald
- Vogelsang (1022 m), Landkreis Deggendorf, Bayerischer Wald
- Oberbreitenau (1017 m), Landkreis Regen, Bayerischer Wald
- Brotjacklriegel (1016 m), Landkreis Freyung-Grafenau, Bayerischer Wald
- Kanzel (1011 m), Landkreis Freyung-Grafenau, Bayerischer Wald
- Käsplatte (979 m), Landkreis Straubing-Bogen, Bayerischer Wald
- Hennenkobel (965 m), Landkreis Regen, Bayerischer Wald
- Silberberg (955 m), Landkreis Regen, Bayerischer Wald
- Gsengetstein (951 m), Landkreis Regen, Bayerischer Wald
- Hochberg (Bayerisch Eisenstein) (943 m), Landkreis Regen, Bayerischer Wald
- Hausstein (917 m), Landkreis Deggendorf, Bayerischer Wald
- Teufelstisch (901 m), Landkreis Regen, Bayerischer Wald
- Büchelstein (832 m), Landkreis Deggendorf, Bayerischer Wald
- Frauenberg (728 m), Landkreis Freyung – Grafenau, Bayerischer Wald

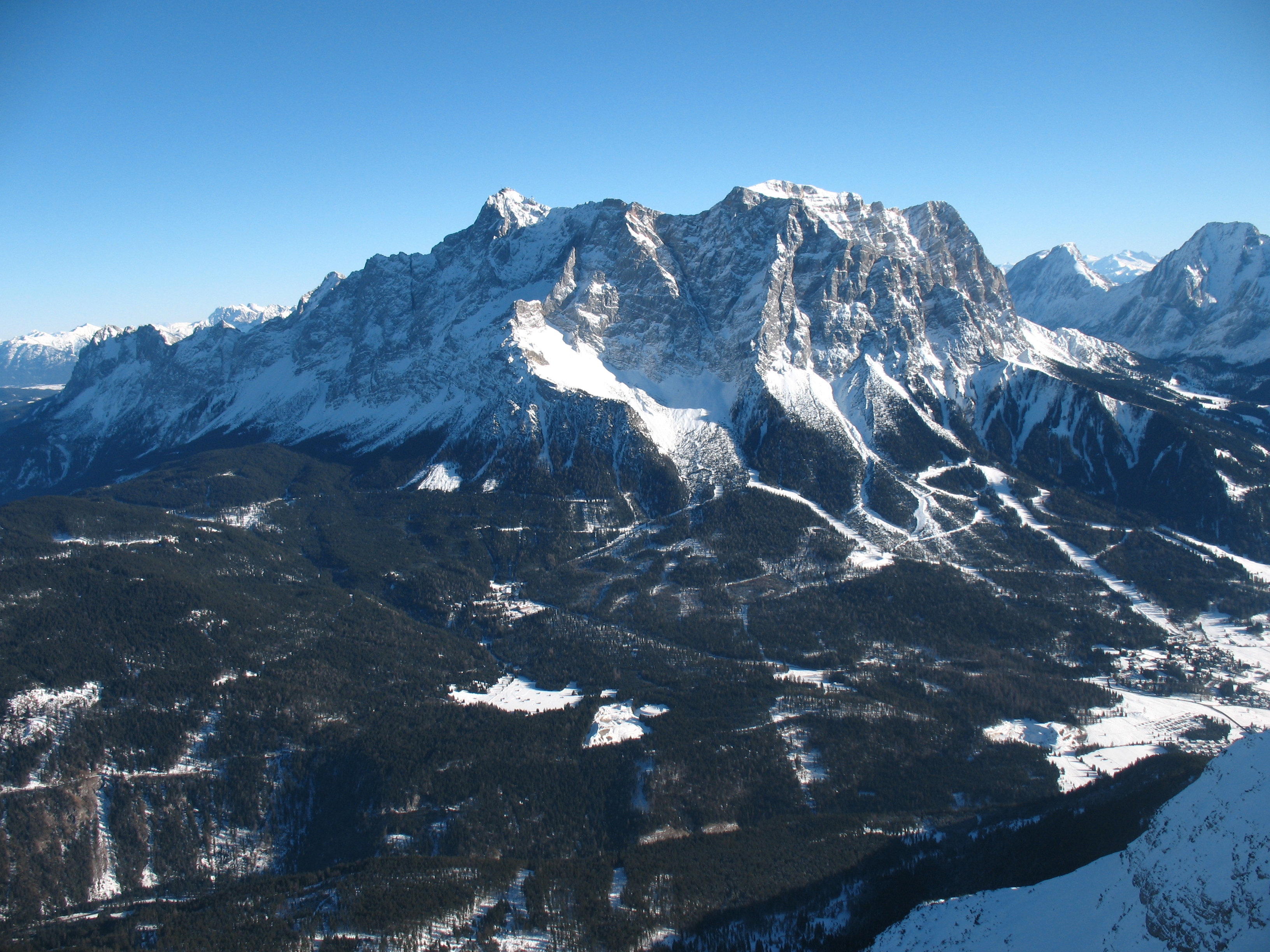
Zugspitze (l); höchster Berg Oberbayerns (von Westen)

### Oberbayern
- Zugspitze (2962 m), Landkreis Garmisch-Partenkirchen, Wettersteingebirge, Alpen
- Schneefernerkopf (2875 m), Landkreis Garmisch-Partenkirchen, Wettersteingebirge, Alpen
- Wetterspitzen (2747 m), Landkreis Garmisch-Partenkirchen, Wettersteingebirge, Alpen
- Hochwanner (2746 m), Landkreis Garmisch-Partenkirchen, Wettersteingebirge, Alpen
- Mittlere Höllentalspitze (2743 m), Landkreis Garmisch-Partenkirchen, Wettersteingebirge, Alpen
- Watzmann-Mittelspitze (2713 m), Landkreis Berchtesgadener Land, Berchtesgadener Alpen, Alpen
- Watzmann-Südspitze (2712 m), Landkreis Berchtesgadener Land, Berchtesgadener Alpen
- Hochblassen (2707 m), Landkreis Garmisch-Partenkirchen, Wettersteingebirge, Alpen
- Leutascher Dreitorspitze (2682 m), Landkreis Garmisch-Partenkirchen, Wettersteingebirge, Alpen
- Plattspitzen (2680 m), Landkreis Garmisch-Partenkirchen, Wettersteingebirge, Alpen
- Hinterreintalschrofen (2669 m), Landkreis Garmisch-Partenkirchen, Wettersteingebirge, Alpen
- Hocheck (2651 m), Landkreis Berchtesgadener Land, Berchtesgadener Alpen
- Alpspitze (2628 m), Landkreis Garmisch-Partenkirchen, Wettersteingebirge, Alpen
- Hochkalter (2607 m), Landkreis Berchtesgadener Land, Berchtesgadener Alpen
- Großer Hundstod (2593 m), Landkreis Berchtesgadener Land, Berchtesgadener Alpen
- Funtenseetauern (2578 m), Landkreis Berchtesgadener Land, Berchtesgadener Alpen
- Grießkogel (2543 m), Landkreis Berchtesgadener Land, Berchtesgadener Alpen
- Östliche Karwendelspitze (2538 m), Landkreis Garmisch-Partenkirchen, Karwendelgebirge, Alpen
- Hocheisspitze (2523 m), Landkreis Berchtesgadener Land, Berchtesgadener Alpen
- Oberreintalschrofen (2523 m), Landkreis Garmisch-Partenkirchen, Wettersteingebirge, Alpen
- Hoher Göll (2522 m), Landkreis Berchtesgadener Land, Berchtesgadener Alpen
- Wettersteinkopf (2483 m), Landkreis Garmisch-Partenkirchen, Wettersteingebirge
- Wörner (2476 m), Landkreis Garmisch-Partenkirchen, Karwendelgebirge, Alpen
- Steintalhörnl (2468 m), Landkreis Berchtesgadener Land, Berchtesgadener Alpen
- Westliche Karwendelspitze (2385 m), Landkreis Garmisch-Partenkirchen, Karwendelgebirge, Alpen
- Großes Teufelshorn (2361 m), Landkreis Berchtesgadener Land, Berchtesgadener Alpen
- Alpriedlhorn (2351 m), Landkreis Berchtesgadener Land, Berchtesgadener Alpen
- Kahlersberg (2350 m), Landkreis Berchtesgadener Land, Berchtesgadener Alpen
- Hohes Brett (2340 m), Landkreis Berchtesgadener Land, Berchtesgadener Alpen
- Schneiber (2330 m), Landkreis Berchtesgadener Land, Berchtesgadener Alpen
- Raffelspitze (2324 m), Landkreis Garmisch-Partenkirchen, Karwendelgebirge, Alpen
- Watzmannfrau (2307 m; „Kleiner Watzmann“), Landkreis Berchtesgadener Land, Berchtesgadener Alpen
- Stadelhorn (2286 m), Landkreis Berchtesgadener Land, Berchtesgadener Alpen
- Obere Wettersteinspitze (2280 m), Landkreis Garmisch-Partenkirchen, Wettersteingebirge, Alpen
- Waxenstein (2276 m), Landkreis Garmisch-Partenkirchen, Wettersteingebirge, Alpen
- Watzmannkinder (bis 2270 m; fünf Gipfel), Landkreis Berchtesgadener Land, Berchtesgadener Alpen
- Wildalmriedl (2268 m), Landkreis Berchtesgadener Land, Berchtesgadener Alpen
- Schneibstein (2276 m), Landkreis Berchtesgadener Land, Berchtesgadener Alpen
- Soiernspitze (2259 m), Landkreis Garmisch-Partenkirchen, Karwendelgebirge, Alpen
- Grießspitze (2257 m), Landkreis Berchtesgadener Land, Berchtesgadener Alpen
- Alpelhorn (2254 m), Landkreis Berchtesgadener Land, Berchtesgadener Alpen
- Watzmann-Jungfrau (2225 m), Landkreis Berchtesgadener Land, Berchtesgadener Alpen
- Großes Palfelhorn (2222 m), Landkreis Berchtesgadener Land, Berchtesgadener Alpen
- Windschartenkopf (2211 m), Landkreis Berchtesgadener Land, Berchtesgadener Alpen
- Große Arnspitze (2196 m), Landkreis Garmisch-Partenkirchen, Wettersteingebirge, Alpen
- Karlkopf (2195 m), Landkreis Berchtesgadener Land, Berchtesgadener Alpen
- Kreuzspitze (2185 m), Landkreis Garmisch-Partenkirchen, Ammergauer Alpen
- Rotwandlspitze (2180 m), Landkreis Garmisch-Partenkirchen, Karwendelgebirge, Alpen
- Hirschwiese (2114 m), Landkreis Berchtesgadener Land, Berchtesgadener Alpen
- Schafreuter (2101,4 m), Landkreis Bad Tölz-Wolfratshausen, Vorkarwendel, Alpen
- Krottenkopf (2086 m), Landkreis Garmisch-Partenkirchen, Estergebirge, Alpen
- Große Hachelkopf (2066 m), Landkreis Berchtesgadener Land, Berchtesgadener Alpen
- Hachelköpfe (2066 m), Landkreis Berchtesgadener Land, Berchtesgadener Alpen
- Schöttelkarspitze (2049 m), Landkreis Garmisch-Partenkirchen, Karwendelgebirge, Alpen
- Schottmalhorn (2045 m), Landkreis Berchtesgadener Land, Berchtesgadener Alpen
- Sonntagshorn (1961 m), Landkreis Berchtesgadener Land, Landkreis Traunstein, Chiemgauer Alpen
- Falzköpfl (1915 m), Landkreis Berchtesgadener Land, Berchtesgadener Alpen
- Berchtesgadener Hochthron (1973 m), Landkreis Berchtesgadener Land, Untersberg
- Rotwand (1884 m), Landkreis Miesbach, Mangfallgebirge, Alpen
- Großer Traithen (1852 m), Landkreis Rosenheim, Mangfallgebirge, Alpen
- Wendelstein (1838 m), Landkreis Rosenheim, Mangfallgebirge, Alpen
- Kehlstein (1834 m), Landkreis Berchtesgadener Land, Berchtesgadener Alpen
- Risserkogel (1826 m), Landkreis Miesbach, Mangfallgebirge, Alpen
- Mooslahnerkopf (1815 m), Landkreis Berchtesgadener Land, Berchtesgadener Alpen
- Geigelstein (1813 m), Landkreis Traunstein, Chiemgauer Alpen
- Ruchenköpfe (1805 m), Landkreis Miesbach, Mangfallgebirge, Alpen
- Benediktenwand (1801 m), Landkreis Bad Tölz-Wolfratshausen, Bayerische Voralpen
- Heimgarten (1790 m), Landkreis Bad Tölz-Wolfratshausen, Bayerische Voralpen
- Zwiesel (1781,6 m), Landkreis Berchtesgadener Land, Chiemgauer Alpen
- Dürrnbachhorn (1776 m), Landkreis Traunstein, Chiemgauer Alpen
- Hochstaufen (1771 m), Landkreis Berchtesgadener Land, Chiemgauer Alpen
- Kotzen (1771 m), Landkreis Bad Tölz-Wolfratshausen, Vorkarwendel
- Plankenstein (1768 m), Landkreis Miesbach, Mangfallgebirge, Alpen
- Hochgern (1748 m), Landkreis Traunstein, Chiemgauer Alpen
- Karkopf (1738 m), Landkreis Berchtesgadener Land, Lattengebirge
- Herzogstand (1731 m), Landkreis Bad Tölz-Wolfratshausen, Bayerische Voralpen
- Hörndlwand (1684 m), Landkreis Traunstein, Chiemgauer Alpen
- Brecherspitz (1683 m), Landkreis Miesbach, Mangfallgebirge, Alpen
- Dreisesselberg (1680 m), Landkreis Berchtesgadener Land, Lattengebirge
- Hochfelln (1674 m), Landkreis Traunstein, Chiemgauer Alpen
- Rauschberg (1671 m), Landkreis Traunstein, Chiemgauer Alpen
- Kampenwand (1669 m), Landkreis Rosenheim, Chiemgauer Alpen
- Brünnstein (1619 m), Landkreis Rosenheim, Mangfallgebirge, Alpen
- Predigtstuhl (1613 m), Landkreis Berchtesgadener Land, Lattengebirge
- Brauneck (1555 m), Landkreis Bad Tölz-Wolfratshausen, Bayerische Voralpen
- Aufacker (1542 m), Landkreis Garmisch-Partenkirchen, Ammergebirge
- Teisenberg (1334 m), Landkreis Berchtesgadener Land, Chiemgauer Alpen
- Grünstein (1304 m), Landkreis Berchtesgadener Land, Berchtesgadener Alpen, Watzmannstock
- Zinnkopf (1227 m), Landkreis Traunstein, Chiemgauer Alpen
- Dötzenkopf (1001 m), Landkreis Berchtesgadener Land, Berchtesgadener Alpen
- Hoher Peißenberg (987 m), Landkreis Weilheim-Schongau, Ammergebirge
- Hochplatte (911 m), Landkreis Berchtesgadener Land, Lattengebirge
- Högl (827 m), Landkreis Berchtesgadener Land, Rupertiwinkel (Rupertigau)

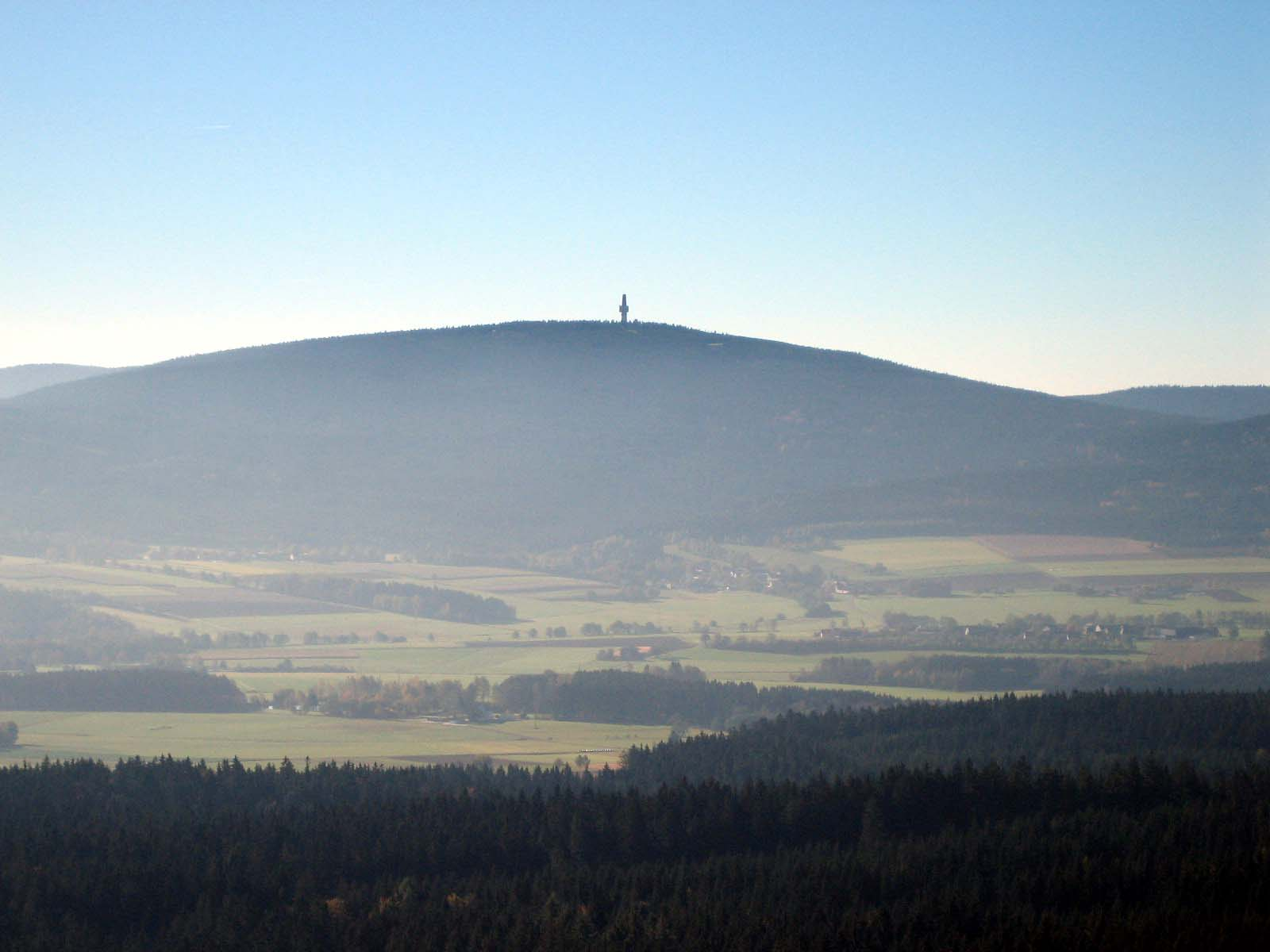
Schneeberg; höchster Berg Oberfrankens (von Norden)

### Oberfranken
- Schneeberg (1051 m), Landkreis Wunsiedel, Fichtelgebirge
- Ochsenkopf (1024 m), Landkreis Bayreuth, Fichtelgebirge
- Nußhardt (972 m), Landkreis Wunsiedel, Fichtelgebirge
- Kösseine (939 m), Landkreis Wunsiedel, Fichtelgebirge
- Waldstein (877 m), Landkreis Hof, Fichtelgebirge
- Hohberg (863 m; Königsheide), Landkreis Bayreuth, Fichtelgebirge
- Kornberg (827 m), Landkreis Hof, Fichtelgebirge
- Epprechtstein (798 m), Landkreis Wunsiedel, Fichtelgebirge
- Döbraberg (794,6 m), Landkreis Hof, Frankenwald
- Hoenkuppe (720 m), Landkreis Kronach, Frankenwald
- Radspitze (678 m), Landkreis Kronach, Frankenwald
- Ratzenberg (678 m), Landkreis Kronach, mit Aussichtsturm Thüringer Warte
- Hohe Reuth (Hohe Reut; 635 m),[1] Landkreis Bayreuth, Fränkische Schweiz
- Kleiner Kulm (626 m), Landkreis Bayreuth, Fränkische Alb
- Rupprechtshöhe (617 m), Landkreis Bayreuth, Fränkische Schweiz
- Sophienberg (596 m) Landkreis Bayreuth
- Hohenmirsberger Platte (614 m), Landkreis Bayreuth, Fränkische Schweiz
- Wichsensteiner Fels (587,8 m), Landkreis Forchheim, Fränkische Schweiz
- Hetzleser Berg (Hetzlas oder Leyerberg) (549 m), Landkreis Forchheim, Fränkische Schweiz
- Kulm (Weidenberg) (543,2), Landkreis Bayreuth, Fichtelgebirge
- Staffelberg (539 m), Landkreis Lichtenfels, Fränkische Alb
- Walberla (532 m), Landkreis Forchheim, Fränkische Schweiz
- Buchberg (528 m), Landkreis Coburg, Lange Berge
- Teisenberg (Weismain) (500,6 m), Landkreis Lichtenfels, Fränkische Alb
- Hirschberg (493 m), Landkreis Bayreuth, Fichtelgebirge
- Kalkberg (Weismain) (454,0 m), Landkreis Lichtenfels, Fränkische Alb

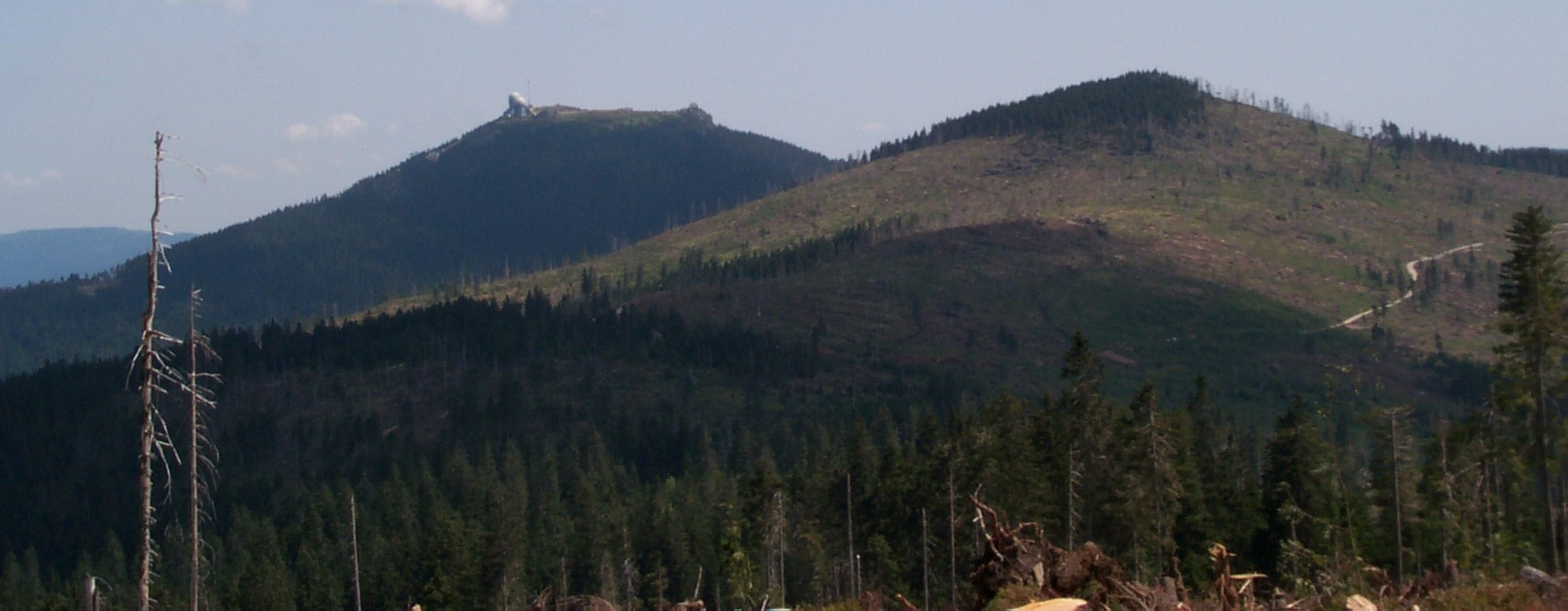
Kleiner Arber (r); höchster Berg der Oberpfalz (von Nordwesten)

### Oberpfalz
- Kleiner Arber (1383,6 m), Landkreis Cham, Bayerischer Wald
- Zwercheck (1333 m), Landkreis Cham, Bayerischer Wald
- Großer Osser (1293 m), Landkreis Cham, Bayerischer Wald
- Enzian (1285 m), Landkreis Cham, Bayerischer Wald
- Kleiner Osser (1266 m), Landkreis Cham, Bayerischer Wald
- Heugstatt (1261 m), Landkreis Cham, Bayerischer Wald
- Schwarzeck (1238 m), Landkreis Cham, Bayerischer Wald
- Großer Riedelstein (1132 m), Landkreise Regen und Cham, Bayerischer Wald
- Schwarzriegel (1079 m), Landkreis Cham, Bayerischer Wald
- Eckstein (1073 m), Landkreis Cham, Bayerischer Wald
- Ahornriegel (1050 m), Landkreis Cham, Bayerischer Wald
- Rauchröhren (1044 m), Landkreis Cham, Bayerischer Wald
- Mittagstein (1034 m), Landkreis Cham, Bayerischer Wald
- Bärenriegel (1017 m), Landkreis Cham, Bayerischer Wald
- Kreuzfelsen (999 m), Landkreis Cham, Bayerischer Wald
- Burgstall (976 m), Landkreis Cham, Bayerischer Wald
- Platte (946 m), Landkreis Tirschenreuth, Steinwald
- Kreuzfelsen (938 m), Landkreis Cham, Oberpfälzer Wald
- Tannenriegel (910 m), Landkreis Cham, Oberpfälzer Wald
- Reißeck (902 m), Landkreis Cham, Oberpfälzer Wald
- Entenbühl (901 m), Landkreis Neustadt an der Waldnaab, Oberpfälzer Wald
- Weingartenfels (896 m), Landkreis Schwandorf, Oberpfälzer Wald
- Signalberg (888 m), Landkreis Schwandorf, Oberpfälzer Wald
- Reichenstein (874 m), Landkreis Schwandorf, Oberpfälzer Wald
- Frauenstein (835 m), Landkreis Schwandorf, Oberpfälzer Wald
- Schellenberg (829 m), Landkreis Neustadt/WN, Oberpfälzer Wald
- Stückberg (808,6 m), Landkreis Neustadt/WN, Oberpfälzer Wald
- Steinberg (802 m), Landkreis Tirschenreuth, Oberpfälzer Wald
- Fahrenberg (801 m), Landkreis Neustadt/WN, Oberpfälzer Wald
- Ameisenberg (762 m), Landkreis Neustadt/WN, Oberpfälzer Wald
- Armesberg (731 m), Landkreis Tirschenreuth, Steinwald
- Schlossberg (692 m), Landkreis Neustadt/WN, Oberpfälzer Wald
- Großer Teichlberg (683), Landkreis Tirschenreuth, Steinwald
- Rauher Kulm (682 m), Landkreis Neustadt/WN, Oberpfälzer Wald
- Rotbühl (673 m), Stadt Schnaittenbach, Landkreis Amberg-Sulzbach
- Buchberg (Naabgebirge) (667 m), Stadt Schnaittenbach, Landkreis Amberg-Sulzbach
- Poppberg (652 m), Landkreis Amberg-Sulzbach, Fränkische Alb
- Ossinger (651 m), Landkreis Amberg-Sulzbach, Fränkische Alb
- Waldecker Schlossberg (641 m), Landkreis Tirschenreuth, Oberpfälzer Wald
- Dieberg (639 m), Landkreis Cham, Bayerischer Wald
- Dreifaltigkeitsberg (631 m), Stadt Weiden i.d. OPf.
- Kulm (Naabgebirge) (626 m), Landkreis Schwandorf, Oberpfälzer Wald
- Göschberg (621 m), Landkreis Neumarkt in der Oberpfalz, Fränkische Alb
- Buchberg (Oberpfalz) (607 m), Landkreis Neumarkt in der Oberpfalz, Fränkische Alb
- Schauerberg (601 m), Landkreis Neumarkt in der Oberpfalz, Fränkische Alb
- Dillberg (595 m), Landkreis Neumarkt in der Oberpfalz, Fränkische Alb
- Parkstein (595 m), Landkreis Neustadt/WN, Oberpfälzer Wald
- Anzenberg (Basaltkuppe) (593 m), Landkreis Tirschenreuth, Oberpfälzer Wald
- Kastelstein (591 m), Landkreis Neumarkt in der Oberpfalz, Fränkische Alb
- Wolfsteinberg (588,8 m), Landkreis Neumarkt in der Oberpfalz, Fränkische Alb
- Rödlasberg (579 m), Landkreis Amberg-Sulzbach, Oberpfälzisches Hügelland
- Tyrolsberg (573 m), Landkreis Neumarkt in der Oberpfalz, Fränkische Alb
- Scheuchenberg (540 m), Landkreis Regensburg
- Hohe Ahnt (525 m), Landkreis Neumarkt in der Oberpfalz, Fränkische Alb

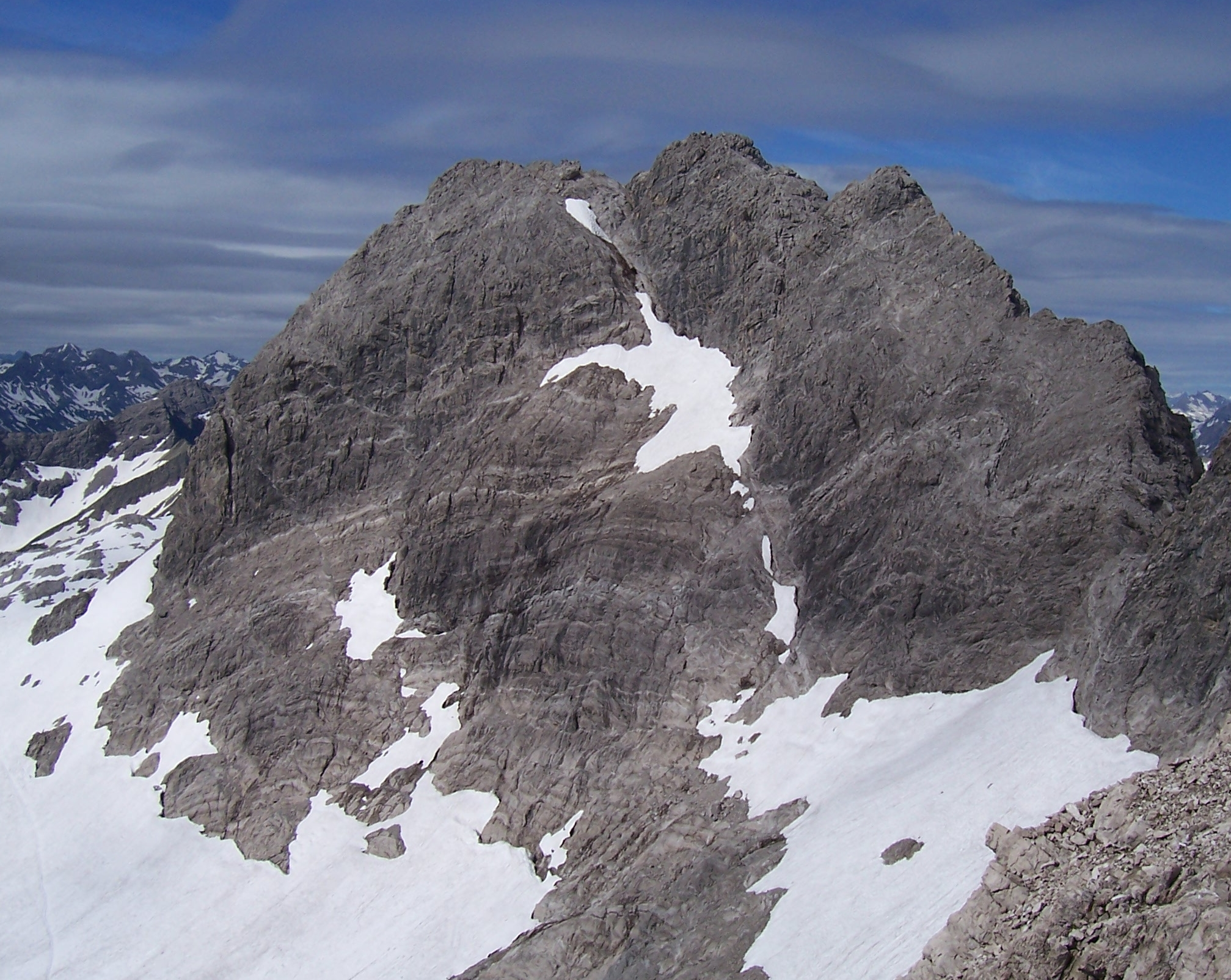
Hochfrottspitze; höchster Berg Schwabens (von Nordosten)

### Schwaben
- Hochfrottspitze (2649 m), Landkreis Oberallgäu, Allgäuer Alpen, Alpen
- Mädelegabel (2645 m), Landkreis Oberallgäu, Allgäuer Alpen
- Biberkopf (2599 m), Landkreis Oberallgäu, Allgäuer Alpen
- Trettachspitze (2595 m), Landkreis Oberallgäu, Allgäuer Alpen
- Hochvogel (2593 m), Landkreis Oberallgäu, Allgäuer Alpen
- Kratzer (2428 m), Landkreis Oberallgäu, Allgäuer Alpen
- Großer Wilder (2381 m), Landkreis Oberallgäu, Allgäuer Alpen
- Großer Daumen (2280 m), Landkreis Oberallgäu, Allgäuer Alpen
- Oberstdorfer Hammerspitze (2260 m), Landkreis Oberallgäu, Allgäuer Alpen
- Hoher Ifen (2230 m), Landkreis Oberallgäu, Allgäuer Alpen
- Nebelhorn (2224 m), Landkreis Oberallgäu, Allgäuer Alpen
- Hochplatte (2082 m), Landkreis Ostallgäu, Ammergauer Alpen
- Kanzelwand (bzw. Warmatsgundkopf; 2059 m), Landkreis Oberallgäu, Allgäuer Alpen
- Säuling (2047 m), Landkreis Ostallgäu, Ammergauer Alpen
- Fellhorn (2038 m), Landkreis Oberallgäu, Allgäuer Alpen
- Aggenstein (1987 m), Landkreis Oberallgäu, Tannheimer Berge, Alpen
- Stuiben (1749 m), Landkreis Oberallgäu, Allgäuer Alpen
- Grünten (1738 m), Landkreis Oberallgäu, Allgäuer Alpen
- Tegelberg (1720 m), Landkreis Ostallgäu, Ammergauer Alpen
- Immenstädter Horn (1489 m), Landkreis Oberallgäu, Allgäuer Alpen
- Mittagberg (1451 m), Landkreis Oberallgäu, Allgäuer Alpen
- Ursersberg (1129 m), Landkreis Oberallgäu, Kürnacher Wald
- Blankenstein (644 m), Landkreis Donau-Ries, Riesalb, Schwäbische Alb
- Rauhe Wanne (614 m), Landkreis Donau-Ries, Riesalb, Schwäbische Alb
- Waldberg (533 m), Landkreis Dillingen an der Donau, Riesalb, Schwäbische Alb

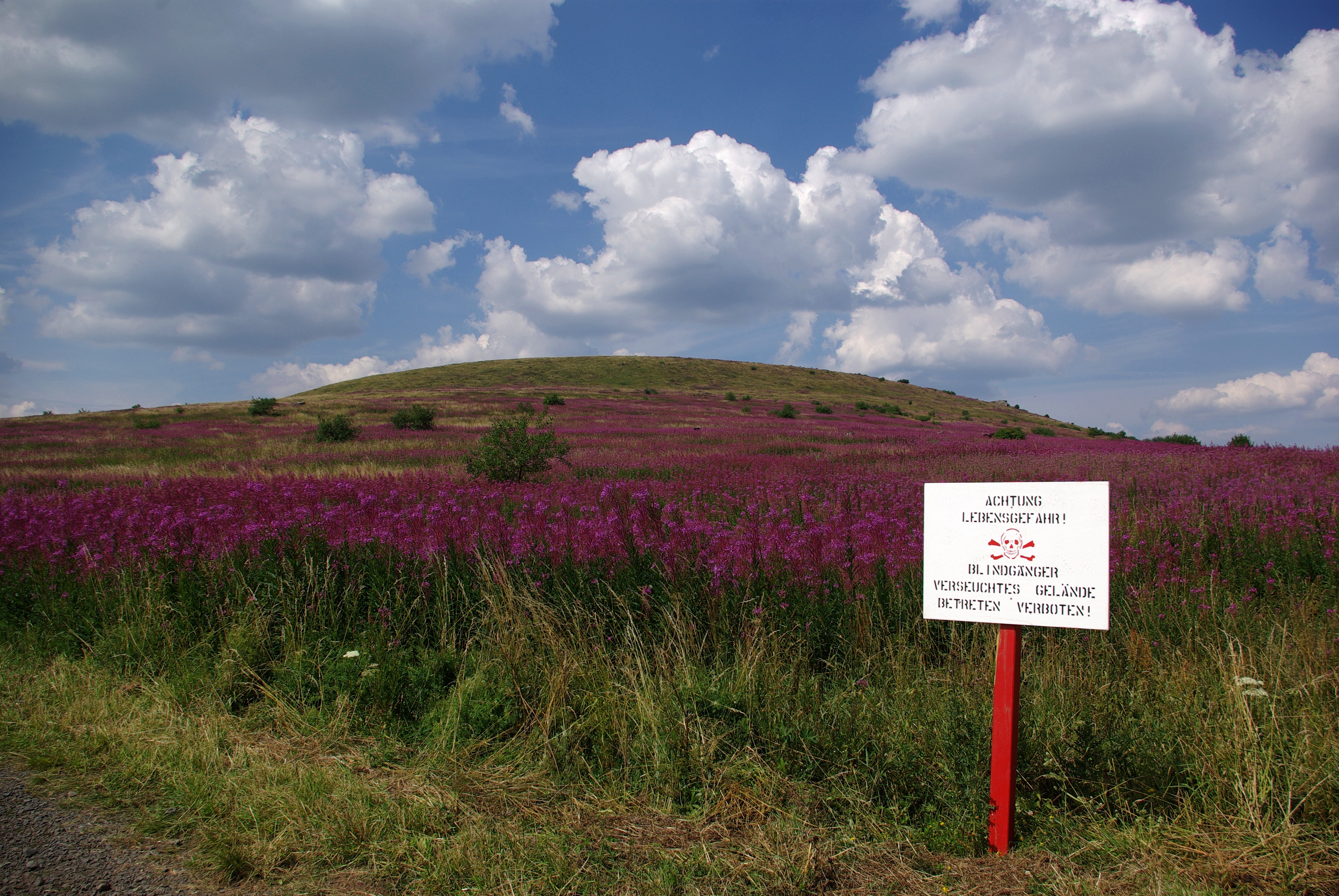
Dammersfeldkuppe; höchster Berg Unterfrankens (von Süden)

### Unterfranken
- Dammersfeldkuppe (927,9 m), Grenze Bayern-Hessen, Rhön
- Kreuzberg (927,8 m), Landkreis Rhön-Grabfeld, Rhön
- Heidelstein (925,7 m), Landkreis Rhön-Grabfeld, Rhön
- Eierhauckberg (909,9 m), Grenze Bayern-Hessen, Rhön
- Stirnberg (901,9 m), Grenze Bayern-Hessen, Rhön
- Hohe Hölle (893,8 m), Grenze Bayern-Hessen, Rhön
- Himmeldunkberg (887,9 m), Grenze Bayern-Hessen, Rhön
- Totnansberg (839 m; Schwarze Berge), Landkreis Bad Kissingen, Rhön
- Schwarzenberg (832 m; Schwarze Berge), Landkreis Bad Kissingen, Rhön
- Feuerberg (830 m), Landkreis Bad Kissingen, Rhön
- Kleiner Auersberg (809 m), Landkreis Bad Kissingen, Rhön
- Großer Auersberg (808 m), Landkreis Bad Kissingen, Rhön
- Querenberg (805 m), Landkreis Rhön-Grabfeld, Rhön
- Farnsberg (786 m), Landkreis Bad Kissingen, Rhön
- Hoher Dentschberg (778 m), Landkreis Rhön-Grabfeld, Rhön
- Lösershag (765 m), Landkreis Bad Kissingen, Rhön
- Gangolfsberg (737 m), Landkreis Rhön-Grabfeld, Rhön
- Platzer Kuppe (737 m; Schwarze Berge), Landkreis Bad Kissingen, Rhön
- Rother Kuppe (711 m), Landkreis Rhön-Grabfeld, Rhön
- Ehrenberg (Dammersfeldrücken) (674 m), Westausläufer der Dammersfeldkuppe bei Wildflecken, Landkreis Bad Kissingen, Bayern
- Dreistelzberg (660 m), Landkreis Bad Kissingen, Rhön
- Geiersberg (586 m), Landkreis Aschaffenburg, Spessart
- Hermannskoppe (567 m), Grenze Bayern-Hessen, Spessart
- Querberg (567 m), Landkreis Aschaffenburg, Spessart
- Geierskopf (549 m), Landkreis Aschaffenburg, Spessart
- Der Kolli (547,5 m), Landkreis Miltenberg, am Dreiländereck Bayern–Baden-Württemberg–Hessen, Odenwald
- Weickertshöhe (545 m), Landkreis Main-Spessart, Spessart
- Finkenbuschkopf (542 m), Landkreis Miltenberg, Odenwald
- Steckenlaubshöhe (542 m), Landkreis Main-Spessart, Spessart
- Hoher Knuck (539 m), Landkreis Main-Spessart, Spessart
- Hohe Schule (538), Landkreis Rhön-Grabfeld, Rhön
- Hirschhöhe (537 m), Landkreis Main-Spessart, Spessart
- Sohlhöhe (530 m), Landkreis Main-Spessart, Spessart
- Geierskopf (529 m), Landkreis Miltenberg, Odenwald
- Kohlich (525 m), Breitenbuch, Odenwald
- Obere Waldspitze (521 m), Grenze Bayern-Hessen, Spessart
- Geishöhe (521 m; mit Aussichtsturm), Landkreis Aschaffenburg, Spessart
- Gaulskopf (519 m), Landkreis Main-Spessart, Spessart
- Hanauer Berg (518 m), Landkreis Main-Spessart, Spessart
- Rosskopf (516 m), Grenze Bayern-Hessen, Spessart
- Großer Goldberg (515 m), Grenze Bayern-Hessen, Spessart
- Nassacher Höhe (512 m), Landkreis Haßberge, Haßberge
- Pfirschhöhe (502 m), Landkreis Main-Spessart, Spessart
- Emichskopf (500 m), Boxbrunn, Landrais Miltenberg, Odenwald
- Zabelstein (489 m), Landkreis Schweinfurt, Steigerwald
- Großer Knetzberg (487,5 m), Landkreis Haßberge, Steigerwald
- Wannenberg (482 m), Kreis Miltenberg, Odenwald
- Schwanberg (473,7 m), Landkreis Kitzingen, Steigerwald
- Friedrichsberg (473,1 m), Landkreis Kitzingen, Steigerwald
- Schlossberg (396,6 m), Landkreis Kitzingen, Steigerwald